# Балансу
Балансу (рос. Балансу) — село у Ножай-Юртовському районі Чечні Російської Федерації.
Населення становить 1626 осіб (2019). Входить до складу муніципального утворення Балансуйське сільське поселення.

## Історія
Згідно із законом від 20 лютого 2009 року органом місцевого самоврядування є Балансуйське сільське поселення.

## Населення
| 1990  | 2002  | 2010  | 2012  | 2013  | 2014  | 2015  |
| ----- | ----- | ----- | ----- | ----- | ----- | ----- |
| 1114  | ↗1134 | ↗1361 | ↗1400 | →1400 | ↗1430 | ↗1476 |
| 2016  | 2017  | 2018  | 2019  |       |       |       |
| ↗1522 | ↗1552 | ↗1596 | ↗1626 |       |       |       |